# Herb Benedykta XVI
Herb papieski Benedykta XVI – był to oficjalny herb Stolicy Apostolskiej w czasie pontyfikatu papieża Benedykta XVI (2005–2013).

## Opis
Benedykt XVI dokonał znaczącej modyfikacji herbu papieskiego: zniknęła tradycyjnie wieńcząca go tiara, zastąpiły ją mitra i paliusz.
Herb składa się z tarczy herbowej, dwóch kluczy św. Piotra, oraz mitry (infuły) biskupiej umieszczonej nad tarczą. Papieska infuła odróżnia się jednak od zwykłej, biskupiej 3 poziomymi paskami koloru złotego, symbolizującymi 3 piętra tiary: porządek, prawo i magisterium. Łączący je zaś pionowy pasek oznacza jedność tych cech w osobie papieża.
Tarcza składa się z trzech części.

Pierwsza jej część jest koloru złotego i mieści się z prawej (heraldycznie) strony na górze, znajduje się na niej głowa ciemnoskórej osoby z czerwoną koroną i kolczykiem w uchu (lewy profil twarzy). Joseph Ratzinger, zanim został prefektem Kongregacji Nauki Wiary, był arcybiskupem Monachium i Fryzyngi, a każdy z biskupów Fryzyngi miał ten symbol w swoim herbie. Wyobrażenie ukoronowanej głowy „Murzyna z Fryzyngi” pojawiło się w herbie dawnego biskupiego księstwa Fryzyngi w 1316 roku, za sprawą biskupa Konrada III. Wizerunek ten w niezmienionej formie przetrwał do chwili sekularyzacji przeprowadzonej w latach 1802–1803. W swojej autobiografii Moje życie wyjaśnia, że symbol ten stanowi wyrażenie uniwersalności Kościoła nieznającego różnic rasowych i klasowych, i w którym wszyscy stanowią jedność w Chrystusie. (Ga 3,28).

Herb kardynała Josepha Ratzingera

Część druga znajduje się z lewej (heraldycznie) strony u góry i znajduje się na niej brązowy niedźwiedź dźwigający na sobie czerwony pakunek z czarnym krzyżem. On także jest związany z biskupstwem Monachium i Fryzyngi, dokładnie z legendą o powstaniu tej diecezji. Według legendy, gdy koń pierwszego biskupa tamtejszej diecezji został zabity przez niedźwiedzia podczas pielgrzymki do Rzymu na początku VIII wieku – św. Korbinian zmusił zwierzę, aby zaniosło jego bagaże do celu podróży.
Ostatnia z części jest największa. Znajduje się na dole i jest koloru czerwonego, umieszczona została na niej złota muszla pielgrzymia (muszla przegrzebka czyli małża morskiego). Jest ona związana z sanktuarium św. Jakuba w Santiago de Compostela, gdzie pielgrzymi zostawiają muszle – jeden z atrybutów świętego, a także nawiązuje do widzenia biskupa Hippony – św. Augustyna, który ujrzał dziecko przelewające muszlą wodę z morza do dziury w piasku. Oznaczało to, że ludzki rozum nie jest zdolny w pełni pojąć tajemnicy Trójcy Świętej, a człowiek swoim umysłem ogarnia jedynie niewielką jej część. Dodać wypada, iż muszla znajduje się w herbie Schottenkloster w Ratyzbonie, gdzie przyszły papież wykładał teologię i jako arcybiskup umieścił „Jakobsmuschel” w swoim herbie. Ponadto pod herbem Benedykt XVI umieścił paliusz, z 3 czerwonymi krzyżami, który jest symbolem łączności między biskupem Rzymu a biskupami metropolitami i symbolem misji pasterskiej.
Papież Benedykt XVI, jeszcze jako biskup, jako swoją dewizę wybrał Cooperatores Veritatis (Współpracownicy prawdy) – nie jest jednak ona nigdzie umieszczona w papieskim herbie, gdyż w herbach papieskich nie wstawiało się dewizy. Reguła ta została zmieniona przez papieża Franciszka, w którego herbie została umieszczona również dewiza.

## Po rezygnacji

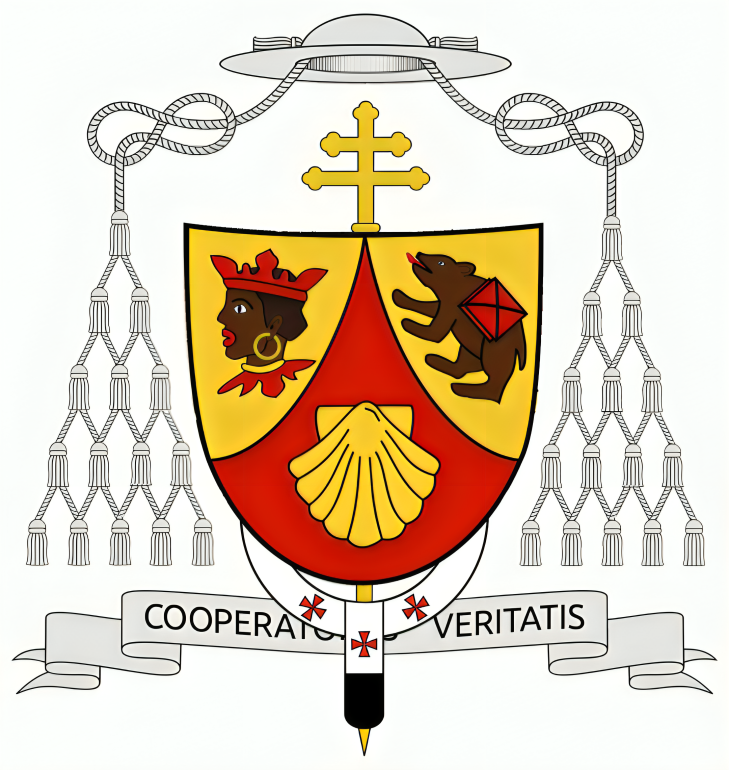
Jedna z wersji herbu Benedykta XVI zaproponowanych przez kard. Andrea Cordero Lanza di Montezemolo po rezygnacji papieża. Nigdy nie została użyta.

Po ustąpieniu z urzędu papieża w 2013 roku, Benedykt XVI został pierwszym papieżem opuszczającym urząd od czasów rezygnacji Grzegorza XII w 1415 roku. W związku z tą decyzją, kardynał Andrea Cordero Lanza di Montezemolo, autor wcześniejszego herbu papieskiego, zasugerował konieczność stworzenia nowego herbu dla byłego papieża. Według kardynała herb emerytowanego papieża powinien zachować wszystkie elementy symboliczne znajdujące się na tarczy, jednak elementy zewnętrzne – takie jak dwa skrzyżowane klucze – powinny zostać usunięte lub zmienione, ponieważ reprezentują urząd, którego już nie sprawuje.
Cordero przedstawił dwa hipotetyczne projekty tego, jak według niego powinien wyglądać nowy herb papieża-emeryta, zastępując mitrę biskupią (infułę) białym galero z 15 frędzlami oraz umieszczając pod tarczą biskupie motto papieża: „Cooperatores Veritatis”.
Benedykt XVI zachował jednak po rezygnacji swój papieski herb bez zmian.